# Florentí Garcia i Fossas
Florentí Garcia i Fossas (La Bisbal d'Empordà, Baix Empordà, 1854 - Pallejà, Baix Llobregat, 1918) va ésser un farmacèutic i metge.
Fou un dels fundadors del Casino Santfeliuenc, del qual fou elegit president el 1894. També va ser soci de l'Ateneu Lliure del Llobregat, on va fer classes de francès.
Així mateix, intervingué en la política local i fou elegit regidor el 1881.
En el món del catalanisme polític, va ésser delegat a l'Assemblea de Manresa (1892).